# Золотые яблоки солнца
«Золоты́е я́блоки Со́лнца» (англ. The Golden Apples of the Sun) — третий сборник рассказов американского писателя Рэя Брэдбери, опубликованный в 1953 году. В сборник вошли рассказы, написанные автором в 1945—1953 годах. Название всему сборнику дал последний рассказ; эта строка — цитата из «Песни скитальца Энгуса», части поэмы У. Йейтса «Ветер в камышах» (1899).

## Аннотация
В этом сборнике писатель впервые позволяет себе настолько отойти от научной фантастики, публикуя реалистичные истории, сказки и детективы, а фантастические рассказы сводя к зарисовкам. Отличная книга, в которой видны, пожалуй, все грани Брэдбери-прозаика.

## Рассказы
- Ревун (The Fog Horn) (1951)
- Пешеход (The Pedestrian) (1951)
- Апрельское колдовство (The April Witch) (1952)
- Пустыня (The Wilderness) (1952)
- Фрукты с самого дна вазы (The Fruit at the Bottom of the Bowl) (1953)
- Мальчик-невидимка (Invisible Boy) (1945)
- Человек в воздухе (The Flying Machine) (1953)
- Убийца (The Murderer) (1953)
- Золотой змей, серебряный ветер (The Golden Kite, the Silver Wind) (1953)
- Я никогда вас не увижу (I See You Never) (1947)
- Вышивание (Embroidery) (1951)
- Большая игра между черными и белыми (The Big Black and White Game) (1945)
- И грянул гром (A Sound of Thunder) (1952)
- Огромный-огромный мир где-то там (The Great Wide World Over There) (1952)
- Электростанция (Powerhouse) (1948)
- En La Noche (En La Noche) (1952)
- Солнце и тень (Sun and Shadow) (1953)
- Луг (The Meadow) (1948)
- Мусорщик (The Garbage Collector) (1953)
- Большой пожар (The Great Fire) (1949)
- Здравствуй и прощай (Hail and Farewell) (1953)
- Золотые яблоки солнца (The Golden Apples of the Sun) (1953)

## Интересные факты
Книга посвящена тёте писателя Неваде (Неве). Эта женщина очень сильно повлияла на Брэдбери в его детстве, приучив его к чтению, введя в мир живописи и других искусств. Посвящение звучит следующим образом: «А эта книга с любовью посвящается Неве, дочери Глинды, доброй волшебнице Юга». Глинда — это персонаж из «Страны Оз» Баума.
В 2005 году этот сборник был переиздан под названием «И грянул гром» в преддверии выхода экранизации этого рассказа.